# Colombia en la Copa América 2019
La selección de Colombia fue uno de los doce equipos participantes en la Copa América 2019. Dicho torneo se desarrolló en Brasil, entre el 14 de junio hasta el 7 de julio de 2019. El sorteo de la Copa América, realizado el 24 de enero en la ciudad de Río de Janeiro, determinó que el conjunto cafetero conforme el grupo B junto a Argentina, Paraguay y Catar.

## Preparación
La selección de Colombia tuvo una participación regular en la Copa Mundial de la FIFA 2018, donde fue eliminada en octavos de final por Inglaterra al caer en la ronda de penales por 3:4 tras un empate 1 a 1 en el tiempo reglamentario, que se sostuvo en la prórroga. Luego de ello, el entrenador José Pékerman, en el cargo desde el año 2012, renunció a su cargo, y en su lugar asumió interinamente Arturo Reyes Montero, que dirigió a los cafeteros en las giras preparatorias rumbo a la Copa América de 2019 en los meses de septiembre y octubre. En febrero de 2019, Reyes es sustutuido por el portugués Carlos Queiroz. En dicho periodo, Colombia cosechó un total de cuatro victorias, un empate, y una derrota. 

### Amistosos previos
| 7 de septiembre de 2018, 20:45 (UTC-4) | Colombia                       | 2:1 (0:1) | Venezuela | Hard Rock Stadium, Miami, Estados Unidos                   |                                                            |
|                                        | Radamel Falcao 55' · Chara 90' |           | Machis 4' | Asistencia: 34 048 espectadores Árbitro(s): Henry Bejarano | Asistencia: 34 048 espectadores Árbitro(s): Henry Bejarano |

| Uniformes | Uniformes |
| --------- | --------- |
|           |           |

| 11 de septiembre de 2018, 19:30 (UTC-5) | Argentina | 0:0 | Colombia | MetLife Stadium, Nueva York, Estados Unidos               |  |
|                                         |           |     |          | Asistencia: 35 624 espectadores Árbitro(s): Ismail Elfath |  |

| Uniformes | Uniformes |
| --------- | --------- |
|           |           |

| 11 de octubre de 2018, 20:15 (UTC-4) | Estados Unidos        | 2:4 (0:1) | Colombia                                           | Raymond James Stadium, Tampa, Estados Unidos           |                                                        |
|                                      | Acosta 50' · Wood 52' |           | Rodríguez 36' · Bacca 56' · Falcao 74' · Borja 79' | Asistencia: 38 601 espectadores Árbitro(s): John Pitty | Asistencia: 38 601 espectadores Árbitro(s): John Pitty |

| Uniformes | Uniformes |
| --------- | --------- |
|           |           |

| 16 de octubre de 2018, 20:45 (UTC-5) | Costa Rica | 1:3 (1:1) | Colombia                        | Red Bull Arena (Nueva Jersey), Nueva Jersey, Estados Unidos |                                                           |
|                                      | Waston 44' |           | Bacca 30' · Hernández 72' 90+2' | Asistencia: 22 000 espectadores Árbitro(s): Ismail Elfath   | Asistencia: 22 000 espectadores Árbitro(s): Ismail Elfath |

| Uniformes | Uniformes |
| --------- | --------- |
|           |           |

| 22 de marzo de 2019, 19:20 (UTC+9) | Japón | 0:1 (0:0) | Colombia                  | Estadio Internacional de Yokohama, Yokohama, Japón      |                                                         |
|                                    |       |           | Radamel Falcao 64' (pen.) | Asistencia: 63 302 espectadores Árbitro(s): Peter Green | Asistencia: 63 302 espectadores Árbitro(s): Peter Green |

| Uniformes | Uniformes |
| --------- | --------- |
|           |           |

| 26 de marzo de 2019, 20:00 (UTC+9) | Corea del Sur          | 2:1 (1:0) | Colombia    | Estadio Mundialista de Seúl, Seúl, Corea del Sur                  |                                                                   |
|                                    | Son 15' · Jae-Sung 58' |           | L. Diaz 49' | Asistencia: 64 388 espectadores Árbitro(s): Abdulrahman Al Jassim | Asistencia: 64 388 espectadores Árbitro(s): Abdulrahman Al Jassim |

| Uniformes | Uniformes |
| --------- | --------- |
|           |           |

| 3 de junio de 2019, 17:00 (UTC-5) | Colombia                                    | 3:0 (3:0) | Panamá | Estadio El Campin, Bogotá, Colombia                     |                                                         |
|                                   | Tesillo 6' · Muriel 38' · Falcao 45' (pen.) |           |        | Asistencia: 24 524 espectadores Árbitro(s): Luis Quiroz | Asistencia: 24 524 espectadores Árbitro(s): Luis Quiroz |

| Uniformes | Uniformes |
| --------- | --------- |
|           |           |

| 9 de junio de 2019, 16:00 (UTC-5) | Perú | 0:3 (0:1) | Colombia                           | Estadio Monumental, Lima, Perú                                 |                                                                |
|                                   |      |           | M. Uribe 23' 65' · D. Zapata 90+3' | Asistencia: 50 004 espectadores Árbitro(s): Christian Ferreira | Asistencia: 50 004 espectadores Árbitro(s): Christian Ferreira |

| Uniformes | Uniformes |
| --------- | --------- |
|           |           |

## Plantel
| No.   | Pos.           | Jugador               | Fecha de nacimiento (edad)         | Apa.           | Goles          | Club                   |
| ----- | -------------- | --------------------- | ---------------------------------- | -------------- | -------------- | ---------------------- |
| 1     | POR            | David Ospina          | 31 de agosto de 1988 (30 años)     | 94             | 0              | SSC Napoli             |
| 2     | DEF            | Cristian Zapata       | 30 de septiembre de 1986 (32 años) | 56             | 2              | AC Milan               |
| 3     | DEF            | Stefan Medina         | 14 de junio de 1992 (27 años)      | 10             | 0              | Monterrey              |
| 4     | DEF            | Santiago Arias        | 13 de enero de 1992 (27 años)      | 48             | 0              | Atlético de Madrid     |
| 5     | MED            | Wilmar Barrios        | 16 de octubre de 1993 (25 años)    | 19             | 0              | Zenit Saint Petersburg |
| 6     | DEF            | William Tesillo       | 2 de febrero de 1990 (29 años)     | 4              | 0              | León                   |
| 7     | DEL            | Duván Zapata          | 1 de abril de 1991 (28 años)       | 7              | 0              | Atalanta               |
| 8     | MED            | Edwin Cardona         | 8 de diciembre de 1992 (26 años)   | 33             | 5              | Pachuca                |
| 9     | DEL            | Radamel Falcao        | 10 de febrero de 1986 (33 años)    | 83             | 33             | AS Monaco              |
| 10    | MED            | James Rodríguez       | 12 de julio de 1991 (27 años)      | 70             | 22             | Bayern Munich          |
| 11    | MED            | Juan Cuadrado         | 26 de mayo de 1988 (31 años)       | 78             | 8              | Juventus               |
| 12    | POR            | Camilo Vargas         | 9 de marzo de 1989 (30 años)       | 6              | 0              | Deportivo Cali         |
| 13    | DEF            | Yerry Mina            | 23 de septiembre de 1994 (24 años) | 17             | 6              | Everton                |
| 14    | DEL            | Luis Díaz             | 13 de enero de 1997 (22 años)      | 3              | 1              | Atlético Junior        |
| 15    | MED            | Mateus Uribe          | 21 de marzo de 1991 (28 años)      | 17             | 0              | América                |
| 16    | MED            | Jefferson Lerma       | 25 de octubre de 1994 (24 años)    | 10             | 0              | Bournemouth            |
| 17    | DEF            | Cristian Borja        | 18 de febrero de 1993 (26 años)    | 3              | 0              | Sporting de Lisboa     |
| 18    | MED            | Gustavo Cuéllar       | 14 de octubre de 1992 (26 años)    | 5              | 0              | Flamengo               |
| 19    | MED            | Luis Muriel           | 16 de abril de 1991 (28 años)      | 24             | 2              | Fiorentina             |
| 20    | DEL            | Roger Beyker Martínez | 23 de junio de 1994 (24 años)      | 9              | 2              | América                |
| 21    | DEF            | Jhon Lucumí           | 26 de junio de 1998 (20 años)      | 0              | 0              | KRC Genk               |
| 22    | POR            | Álvaro Montero        | 29 de marzo de 1995 (24 años)      | 0              | 0              | Deportes Tolima        |
| 23    | DEF            | Davinson Sánchez      | 12 de junio de 1996 (23 años)      | 19             | 0              | Tottenham Hotspur      |
| D. T. | Carlos Queiroz | Carlos Queiroz        | Carlos Queiroz                     | Carlos Queiroz | Carlos Queiroz | Carlos Queiroz         |

## Participación

### Partidos
| Fecha       | Lugar     | Instancia        |           |                      | Resultado    |                     |          |
| ----------- | --------- | ---------------- | --------- | -------------------- | ------------ | ------------------- | -------- |
| 15 de junio | Salvador  | Fase de grupos   | Argentina | Bandera de Argentina | 0:2 (0:0)    | Bandera de Colombia | Colombia |
| 19 de junio | São Paulo | Fase de grupos   | Colombia  | Bandera de Colombia  | 1:0 (0:0)    | Bandera de Catar    | Catar    |
| 23 de junio | Salvador  | Fase de grupos   | Colombia  | Bandera de Colombia  | 1:0 (1:0)    | Bandera de Paraguay | Paraguay |
| 28 de junio | São Paulo | Cuartos de final | Colombia  | Bandera de Colombia  | 0:0 (4:5 p.) | Bandera de Chile    | Chile    |

### Primera fase - Grupo B
| Selección | Pts | PJ | PG | PE | PP | GF | GC | Dif |
| --------- | --- | -- | -- | -- | -- | -- | -- | --- |
| Colombia  | 9   | 3  | 3  | 0  | 0  | 4  | 0  | 4   |
| Argentina | 4   | 3  | 1  | 1  | 1  | 3  | 3  | 0   |
| Paraguay  | 2   | 3  | 0  | 2  | 1  | 3  | 4  | –1  |
| Catar     | 1   | 3  | 0  | 1  | 2  | 2  | 5  | –3  |

#### Argentina vs. Colombia
| 15 de junio de 2019, 19:00 | Argentina | 0:2 (0:0) | Colombia                              | Arena Fonte Nova, Salvador                                                    |                                                                               |
|                            |           | Reporte   | 71' Roger Martínez · 86' Duván Zapata | Asistencia: 35 572 espectadores Árbitro(s): Roberto Tobar VAR: Julio Bascuñán | Asistencia: 35 572 espectadores Árbitro(s): Roberto Tobar VAR: Julio Bascuñán |

| 1     | Guardameta     | Franco Armani      |     |
| 4     | Defensa        | Renzo Saravia      |     |
| 6     | Defensa        | Germán Pezzella    |     |
| 17    | Defensa        | Nicolás Otamendi   |     |
| 3     | Defensa        | Nicolás Tagliafico |     |
| 18    | Centrocampista | Guido Rodríguez    | 67' |
| 5     | Centrocampista | Leandro Paredes    |     |
| 20    | Centrocampista | Giovanni Lo Celso  |     |
| 10    | Centrocampista | Lionel Messi       |     |
| 11    | Centrocampista | Ángel Di María     | 46' |
| 9     | Delantero      | Sergio Agüero      | 79' |
| D. T. | D. T.          | Lionel Scaloni     |     |

| 1     | Guardameta     | David Ospina     |     |
| 3     | Defensa        | Stefan Medina    |     |
| 13    | Defensa        | Yerry Mina       |     |
| 23    | Defensa        | Dávinson Sánchez |     |
| 6     | Defensa        | William Tesillo  |     |
| 11    | Centrocampista | Juan Cuadrado    | 63' |
| 5     | Centrocampista | Wílmar Barrios   |     |
| 15    | Centrocampista | Mateus Uribe     |     |
| 10    | Delantero      | James Rodríguez  |     |
| 9     | Delantero      | Radamel Falcao   | 81' |
| 19    | Delantero      | Luis Muriel      | 12' |
| D. T. | D. T.          | Carlos Queiroz   |     |

| 16 | Centrocampista | Rodrigo De Paul | 46' |
| 15 | Centrocampista | Guido Pizarro   | 67' |
| 19 | Delantero      | Matías Suárez   | 79' |

| 15 | Delantero      | Roger Martínez  | 12' |
| 16 | Centrocampista | Jefferson Lerma | 63' |
| 7  | Delantero      | Duván Zapata    | 81' |

| 71' · 86' | Roger Martínez Duván Zapata | 0:1 0:2 |

| 41' · 52' · 55' | Guido Rodríguez Renzo Saravia Leandro Paredes |

| 19' · 61' · 87' · 90+4' | Radamel Falcao Juan Cuadrado Duván Zapata Jefferson Lerma |

| Principal  | Roberto Tobar                                                                   |
| Asistentes | Christian Schiemann                                                             |
|            | Claudio Rios Observador VAR Carlos Astroza Asesor de árbitros Mauricio Espinosa |
| Cuarto     | Alexis Herrera                                                                  |

| VAR            | Julio Bascuñán |
| Asistentes VAR | Piero Maza     |
|                | Nicolas Taran  |

|                    |     |     |
| Tiros              | 13  | 8   |
| Tiros a puerta     | 6   | 2   |
| Faltas             | 13  | 17  |
| Saques de esquina  | 5   | 4   |
| Penaltis           | 0   | 0   |
| Fueras de juego    | 1   | 0   |
| Posesión del balón | 54% | 46% |

| Alineación inicial |

| 1     | Guardameta     | Franco Armani      |     |
| 4     | Defensa        | Renzo Saravia      |     |
| 6     | Defensa        | Germán Pezzella    |     |
| 17    | Defensa        | Nicolás Otamendi   |     |
| 3     | Defensa        | Nicolás Tagliafico |     |
| 18    | Centrocampista | Guido Rodríguez    | 67' |
| 5     | Centrocampista | Leandro Paredes    |     |
| 20    | Centrocampista | Giovanni Lo Celso  |     |
| 10    | Centrocampista | Lionel Messi       |     |
| 11    | Centrocampista | Ángel Di María     | 46' |
| 9     | Delantero      | Sergio Agüero      | 79' |
| D. T. | D. T.          | Lionel Scaloni     |     |

| 1     | Guardameta     | David Ospina     |     |
| 3     | Defensa        | Stefan Medina    |     |
| 13    | Defensa        | Yerry Mina       |     |
| 23    | Defensa        | Dávinson Sánchez |     |
| 6     | Defensa        | William Tesillo  |     |
| 11    | Centrocampista | Juan Cuadrado    | 63' |
| 5     | Centrocampista | Wílmar Barrios   |     |
| 15    | Centrocampista | Mateus Uribe     |     |
| 10    | Delantero      | James Rodríguez  |     |
| 9     | Delantero      | Radamel Falcao   | 81' |
| 19    | Delantero      | Luis Muriel      | 12' |
| D. T. | D. T.          | Carlos Queiroz   |     |

| 16 | Centrocampista | Rodrigo De Paul | 46' |
| 15 | Centrocampista | Guido Pizarro   | 67' |
| 19 | Delantero      | Matías Suárez   | 79' |

| 15 | Delantero      | Roger Martínez  | 12' |
| 16 | Centrocampista | Jefferson Lerma | 63' |
| 7  | Delantero      | Duván Zapata    | 81' |

| 71' · 86' | Roger Martínez Duván Zapata | 0:1 0:2 |

| 41' · 52' · 55' | Guido Rodríguez Renzo Saravia Leandro Paredes |

| 19' · 61' · 87' · 90+4' | Radamel Falcao Juan Cuadrado Duván Zapata Jefferson Lerma |

| Principal  | Roberto Tobar                                                                   |
| Asistentes | Christian Schiemann                                                             |
|            | Claudio Rios Observador VAR Carlos Astroza Asesor de árbitros Mauricio Espinosa |
| Cuarto     | Alexis Herrera                                                                  |

| VAR            | Julio Bascuñán |
| Asistentes VAR | Piero Maza     |
|                | Nicolas Taran  |

|                    |     |     |
| Tiros              | 13  | 8   |
| Tiros a puerta     | 6   | 2   |
| Faltas             | 13  | 17  |
| Saques de esquina  | 5   | 4   |
| Penaltis           | 0   | 0   |
| Fueras de juego    | 1   | 0   |
| Posesión del balón | 54% | 46% |

| Alineación inicial |

| 1     | Guardameta     | Franco Armani      |     |
| 4     | Defensa        | Renzo Saravia      |     |
| 6     | Defensa        | Germán Pezzella    |     |
| 17    | Defensa        | Nicolás Otamendi   |     |
| 3     | Defensa        | Nicolás Tagliafico |     |
| 18    | Centrocampista | Guido Rodríguez    | 67' |
| 5     | Centrocampista | Leandro Paredes    |     |
| 20    | Centrocampista | Giovanni Lo Celso  |     |
| 10    | Centrocampista | Lionel Messi       |     |
| 11    | Centrocampista | Ángel Di María     | 46' |
| 9     | Delantero      | Sergio Agüero      | 79' |
| D. T. | D. T.          | Lionel Scaloni     |     |

| 1     | Guardameta     | David Ospina     |     |
| 3     | Defensa        | Stefan Medina    |     |
| 13    | Defensa        | Yerry Mina       |     |
| 23    | Defensa        | Dávinson Sánchez |     |
| 6     | Defensa        | William Tesillo  |     |
| 11    | Centrocampista | Juan Cuadrado    | 63' |
| 5     | Centrocampista | Wílmar Barrios   |     |
| 15    | Centrocampista | Mateus Uribe     |     |
| 10    | Delantero      | James Rodríguez  |     |
| 9     | Delantero      | Radamel Falcao   | 81' |
| 19    | Delantero      | Luis Muriel      | 12' |
| D. T. | D. T.          | Carlos Queiroz   |     |

| 16 | Centrocampista | Rodrigo De Paul | 46' |
| 15 | Centrocampista | Guido Pizarro   | 67' |
| 19 | Delantero      | Matías Suárez   | 79' |

| 15 | Delantero      | Roger Martínez  | 12' |
| 16 | Centrocampista | Jefferson Lerma | 63' |
| 7  | Delantero      | Duván Zapata    | 81' |

| 71' · 86' | Roger Martínez Duván Zapata | 0:1 0:2 |

| 41' · 52' · 55' | Guido Rodríguez Renzo Saravia Leandro Paredes |

| 19' · 61' · 87' · 90+4' | Radamel Falcao Juan Cuadrado Duván Zapata Jefferson Lerma |

| Principal  | Roberto Tobar                                                                   |
| Asistentes | Christian Schiemann                                                             |
|            | Claudio Rios Observador VAR Carlos Astroza Asesor de árbitros Mauricio Espinosa |
| Cuarto     | Alexis Herrera                                                                  |

| VAR            | Julio Bascuñán |
| Asistentes VAR | Piero Maza     |
|                | Nicolas Taran  |

|                    |     |     |
| Tiros              | 13  | 8   |
| Tiros a puerta     | 6   | 2   |
| Faltas             | 13  | 17  |
| Saques de esquina  | 5   | 4   |
| Penaltis           | 0   | 0   |
| Fueras de juego    | 1   | 0   |
| Posesión del balón | 54% | 46% |

| Alineación inicial |

| 1     | Guardameta     | Franco Armani      |     |
| 4     | Defensa        | Renzo Saravia      |     |
| 6     | Defensa        | Germán Pezzella    |     |
| 17    | Defensa        | Nicolás Otamendi   |     |
| 3     | Defensa        | Nicolás Tagliafico |     |
| 18    | Centrocampista | Guido Rodríguez    | 67' |
| 5     | Centrocampista | Leandro Paredes    |     |
| 20    | Centrocampista | Giovanni Lo Celso  |     |
| 10    | Centrocampista | Lionel Messi       |     |
| 11    | Centrocampista | Ángel Di María     | 46' |
| 9     | Delantero      | Sergio Agüero      | 79' |
| D. T. | D. T.          | Lionel Scaloni     |     |

| 1     | Guardameta     | David Ospina     |     |
| 3     | Defensa        | Stefan Medina    |     |
| 13    | Defensa        | Yerry Mina       |     |
| 23    | Defensa        | Dávinson Sánchez |     |
| 6     | Defensa        | William Tesillo  |     |
| 11    | Centrocampista | Juan Cuadrado    | 63' |
| 5     | Centrocampista | Wílmar Barrios   |     |
| 15    | Centrocampista | Mateus Uribe     |     |
| 10    | Delantero      | James Rodríguez  |     |
| 9     | Delantero      | Radamel Falcao   | 81' |
| 19    | Delantero      | Luis Muriel      | 12' |
| D. T. | D. T.          | Carlos Queiroz   |     |

| 16 | Centrocampista | Rodrigo De Paul | 46' |
| 15 | Centrocampista | Guido Pizarro   | 67' |
| 19 | Delantero      | Matías Suárez   | 79' |

| 15 | Delantero      | Roger Martínez  | 12' |
| 16 | Centrocampista | Jefferson Lerma | 63' |
| 7  | Delantero      | Duván Zapata    | 81' |

| 71' · 86' | Roger Martínez Duván Zapata | 0:1 0:2 |

| 41' · 52' · 55' | Guido Rodríguez Renzo Saravia Leandro Paredes |

| 19' · 61' · 87' · 90+4' | Radamel Falcao Juan Cuadrado Duván Zapata Jefferson Lerma |

| Principal  | Roberto Tobar                                                                   |
| Asistentes | Christian Schiemann                                                             |
|            | Claudio Rios Observador VAR Carlos Astroza Asesor de árbitros Mauricio Espinosa |
| Cuarto     | Alexis Herrera                                                                  |

| VAR            | Julio Bascuñán |
| Asistentes VAR | Piero Maza     |
|                | Nicolas Taran  |

|                    |     |     |
| Tiros              | 13  | 8   |
| Tiros a puerta     | 6   | 2   |
| Faltas             | 13  | 17  |
| Saques de esquina  | 5   | 4   |
| Penaltis           | 0   | 0   |
| Fueras de juego    | 1   | 0   |
| Posesión del balón | 54% | 46% |

| Alineación inicial |

#### Colombia vs. Catar
| 19 de junio de 2019 18:30 | Colombia         | 1:0 (0:0) | Catar | Estadio Morumbi, São Paulo                                                       |                                                                                  |
|                           | Duván Zapata 85' | Reporte   |       | Asistencia: 22 079 espectadores Árbitro(s): Alexis Herrera VAR: Jesús Valenzuela | Asistencia: 22 079 espectadores Árbitro(s): Alexis Herrera VAR: Jesús Valenzuela |

| 1     | Guardameta     | David Ospina     |     |
| 6     | Defensa        | William Tesillo  |     |
| 23    | Defensa        | Dávinson Sánchez |     |
| 13    | Defensa        | Yerry Mina       |     |
| 3     | Defensa        | Stefan Medina    | 45' |
| 15    | Centrocampista | Mateus Uribe     |     |
| 5     | Centrocampista | Wílmar Barrios   |     |
| 11    | Centrocampista | Juan Cuadrado    | 63' |
| 10    | Centrocampista | James Rodríguez  |     |
| 7     | Delantero      | Duván Zapata     |     |
| 20    | Delantero      | Roger Martínez   | 74' |
| D. T. | D. T.          | Carlos Queiroz   |     |

| 1     | Guardameta     | Saad Al Sheeb     |     |
| 2     | Defensa        | Pedro Carvalho    |     |
| 6     | Defensa        | Abdulaziz Hatem   | 65' |
| 16    | Defensa        | Boualem Khoukhi   |     |
| 5     | Defensa        | Tarek Salman      |     |
| 3     | Defensa        | Abdelkarim Hassan |     |
| 15    | Centrocampista | Bassam Al-Rawi    |     |
| 23    | Centrocampista | Assim Madibo      |     |
| 10    | Centrocampista | Hassan Al-Haidos  | 82' |
| 11    | Delantero      | Akram Afif        |     |
| 19    | Delantero      | Almoez Ali        |     |
| D. T. | D. T.          | Felix Sanchez Bas |     |

| 4  | Defensa        | Santiago Arias | 45' |
| 9  | Delantero      | Radamel Falcao | 63' |
| 14 | Centrocampista | Luis Díaz      | 74' |

| 12 | Centrocampista | Karim Boudiaf   | 65' |
| 17 | Centrocampista | Ahmad Doozandeh | 82' |

| 85 | 85' Duván Zapata | 1:0 |

| 72' | Mateus Uribe |

| 43' · 56' · 72' · 82' | Assim Madibo Abdelkarim Hassan Pedro Carvalho Akram Afif |

| Principal  | Alexis Herrera                                        |
| Asistentes | Luis Murillo                                          |
|            | Nicolas Tarán Asistentes adicionales Jesús Valenzuela |
| Cuarto     | Anderson Daronco                                      |
| Quinto     | Richard Trinidad                                      |

|                    |     |     |
| Tiros              | 19  | 6   |
| Tiros a puerta     | 5   | 2   |
| Faltas             | 9   | 7   |
| Saques de esquina  | 13  | 1   |
| Penaltis           | 0   | 0   |
| Fueras de juego    | 1   | 1   |
| Posesión del balón | 69% | 31% |

| Alineación inicial |

| 1     | Guardameta     | David Ospina     |     |
| 6     | Defensa        | William Tesillo  |     |
| 23    | Defensa        | Dávinson Sánchez |     |
| 13    | Defensa        | Yerry Mina       |     |
| 3     | Defensa        | Stefan Medina    | 45' |
| 15    | Centrocampista | Mateus Uribe     |     |
| 5     | Centrocampista | Wílmar Barrios   |     |
| 11    | Centrocampista | Juan Cuadrado    | 63' |
| 10    | Centrocampista | James Rodríguez  |     |
| 7     | Delantero      | Duván Zapata     |     |
| 20    | Delantero      | Roger Martínez   | 74' |
| D. T. | D. T.          | Carlos Queiroz   |     |

| 1     | Guardameta     | Saad Al Sheeb     |     |
| 2     | Defensa        | Pedro Carvalho    |     |
| 6     | Defensa        | Abdulaziz Hatem   | 65' |
| 16    | Defensa        | Boualem Khoukhi   |     |
| 5     | Defensa        | Tarek Salman      |     |
| 3     | Defensa        | Abdelkarim Hassan |     |
| 15    | Centrocampista | Bassam Al-Rawi    |     |
| 23    | Centrocampista | Assim Madibo      |     |
| 10    | Centrocampista | Hassan Al-Haidos  | 82' |
| 11    | Delantero      | Akram Afif        |     |
| 19    | Delantero      | Almoez Ali        |     |
| D. T. | D. T.          | Felix Sanchez Bas |     |

| 4  | Defensa        | Santiago Arias | 45' |
| 9  | Delantero      | Radamel Falcao | 63' |
| 14 | Centrocampista | Luis Díaz      | 74' |

| 12 | Centrocampista | Karim Boudiaf   | 65' |
| 17 | Centrocampista | Ahmad Doozandeh | 82' |

| 85 | 85' Duván Zapata | 1:0 |

| 72' | Mateus Uribe |

| 43' · 56' · 72' · 82' | Assim Madibo Abdelkarim Hassan Pedro Carvalho Akram Afif |

| Principal  | Alexis Herrera                                        |
| Asistentes | Luis Murillo                                          |
|            | Nicolas Tarán Asistentes adicionales Jesús Valenzuela |
| Cuarto     | Anderson Daronco                                      |
| Quinto     | Richard Trinidad                                      |

|                    |     |     |
| Tiros              | 19  | 6   |
| Tiros a puerta     | 5   | 2   |
| Faltas             | 9   | 7   |
| Saques de esquina  | 13  | 1   |
| Penaltis           | 0   | 0   |
| Fueras de juego    | 1   | 1   |
| Posesión del balón | 69% | 31% |

| Alineación inicial |

| 1     | Guardameta     | David Ospina     |     |
| 6     | Defensa        | William Tesillo  |     |
| 23    | Defensa        | Dávinson Sánchez |     |
| 13    | Defensa        | Yerry Mina       |     |
| 3     | Defensa        | Stefan Medina    | 45' |
| 15    | Centrocampista | Mateus Uribe     |     |
| 5     | Centrocampista | Wílmar Barrios   |     |
| 11    | Centrocampista | Juan Cuadrado    | 63' |
| 10    | Centrocampista | James Rodríguez  |     |
| 7     | Delantero      | Duván Zapata     |     |
| 20    | Delantero      | Roger Martínez   | 74' |
| D. T. | D. T.          | Carlos Queiroz   |     |

| 1     | Guardameta     | Saad Al Sheeb     |     |
| 2     | Defensa        | Pedro Carvalho    |     |
| 6     | Defensa        | Abdulaziz Hatem   | 65' |
| 16    | Defensa        | Boualem Khoukhi   |     |
| 5     | Defensa        | Tarek Salman      |     |
| 3     | Defensa        | Abdelkarim Hassan |     |
| 15    | Centrocampista | Bassam Al-Rawi    |     |
| 23    | Centrocampista | Assim Madibo      |     |
| 10    | Centrocampista | Hassan Al-Haidos  | 82' |
| 11    | Delantero      | Akram Afif        |     |
| 19    | Delantero      | Almoez Ali        |     |
| D. T. | D. T.          | Felix Sanchez Bas |     |

| 4  | Defensa        | Santiago Arias | 45' |
| 9  | Delantero      | Radamel Falcao | 63' |
| 14 | Centrocampista | Luis Díaz      | 74' |

| 12 | Centrocampista | Karim Boudiaf   | 65' |
| 17 | Centrocampista | Ahmad Doozandeh | 82' |

| 85 | 85' Duván Zapata | 1:0 |

| 72' | Mateus Uribe |

| 43' · 56' · 72' · 82' | Assim Madibo Abdelkarim Hassan Pedro Carvalho Akram Afif |

| Principal  | Alexis Herrera                                        |
| Asistentes | Luis Murillo                                          |
|            | Nicolas Tarán Asistentes adicionales Jesús Valenzuela |
| Cuarto     | Anderson Daronco                                      |
| Quinto     | Richard Trinidad                                      |

|                    |     |     |
| Tiros              | 19  | 6   |
| Tiros a puerta     | 5   | 2   |
| Faltas             | 9   | 7   |
| Saques de esquina  | 13  | 1   |
| Penaltis           | 0   | 0   |
| Fueras de juego    | 1   | 1   |
| Posesión del balón | 69% | 31% |

| Alineación inicial |

| 1     | Guardameta     | David Ospina     |     |
| 6     | Defensa        | William Tesillo  |     |
| 23    | Defensa        | Dávinson Sánchez |     |
| 13    | Defensa        | Yerry Mina       |     |
| 3     | Defensa        | Stefan Medina    | 45' |
| 15    | Centrocampista | Mateus Uribe     |     |
| 5     | Centrocampista | Wílmar Barrios   |     |
| 11    | Centrocampista | Juan Cuadrado    | 63' |
| 10    | Centrocampista | James Rodríguez  |     |
| 7     | Delantero      | Duván Zapata     |     |
| 20    | Delantero      | Roger Martínez   | 74' |
| D. T. | D. T.          | Carlos Queiroz   |     |

| 1     | Guardameta     | Saad Al Sheeb     |     |
| 2     | Defensa        | Pedro Carvalho    |     |
| 6     | Defensa        | Abdulaziz Hatem   | 65' |
| 16    | Defensa        | Boualem Khoukhi   |     |
| 5     | Defensa        | Tarek Salman      |     |
| 3     | Defensa        | Abdelkarim Hassan |     |
| 15    | Centrocampista | Bassam Al-Rawi    |     |
| 23    | Centrocampista | Assim Madibo      |     |
| 10    | Centrocampista | Hassan Al-Haidos  | 82' |
| 11    | Delantero      | Akram Afif        |     |
| 19    | Delantero      | Almoez Ali        |     |
| D. T. | D. T.          | Felix Sanchez Bas |     |

| 4  | Defensa        | Santiago Arias | 45' |
| 9  | Delantero      | Radamel Falcao | 63' |
| 14 | Centrocampista | Luis Díaz      | 74' |

| 12 | Centrocampista | Karim Boudiaf   | 65' |
| 17 | Centrocampista | Ahmad Doozandeh | 82' |

| 85 | 85' Duván Zapata | 1:0 |

| 72' | Mateus Uribe |

| 43' · 56' · 72' · 82' | Assim Madibo Abdelkarim Hassan Pedro Carvalho Akram Afif |

| Principal  | Alexis Herrera                                        |
| Asistentes | Luis Murillo                                          |
|            | Nicolas Tarán Asistentes adicionales Jesús Valenzuela |
| Cuarto     | Anderson Daronco                                      |
| Quinto     | Richard Trinidad                                      |

|                    |     |     |
| Tiros              | 19  | 6   |
| Tiros a puerta     | 5   | 2   |
| Faltas             | 9   | 7   |
| Saques de esquina  | 13  | 1   |
| Penaltis           | 0   | 0   |
| Fueras de juego    | 1   | 1   |
| Posesión del balón | 69% | 31% |

| Alineación inicial |

#### Colombia vs. Paraguay
| 23 de junio de 2019, 16:00 | Colombia            | 1:0 (1:0) | Paraguay | Arena Fonte Nova, Salvador de Bahía                                               |                                                                                   |
|                            | Gustavo Cuéllar 31' | Reporte   |          | Asistencia: 13 903 espectadores Árbitro(s): Víctor Carrillo VAR: Anderson Daronco | Asistencia: 13 903 espectadores Árbitro(s): Víctor Carrillo VAR: Anderson Daronco |

| 22    | Guardameta     | Álvaro Montero    |     |
| 4     | Defensa        | Santiago Arias    |     |
| 2     | Defensa        | Cristian Zapata   |     |
| 17    | Defensa        | Cristian Borja    |     |
| 21    | Defensa        | John Janer Lucumí |     |
| 16    | Centrocampista | Jefferson Lerma   |     |
| 18    | Centrocampista | Gustavo Cuellar   |     |
| 11    | Centrocampista | Juan Cuadrado     | 58' |
| 8     | Centrocampista | Edwin Cardona     | 85' |
| 14    | Centrocampista | Luis Díaz         |     |
| 9     | Delantero      | Radamel Falcao    | 66' |
| D. T. | D. T.          | Carlos Queiroz    |     |

| 12    | Guardameta     | Junior Fernández    |     |
| 2     | Defensa        | Iván Piris          |     |
| 15    | Defensa        | Gustavo Gómez       |     |
| 13    | Defensa        | Junior Alonso       |     |
| 18    | Defensa        | Santiago Arzamendia |     |
| 8     | Centrocampista | Rodrigo Rojas       | 63' |
| 6     | Centrocampista | Richard Sánchez     |     |
| 10    | Centrocampista | Derlis González     | 82' |
| 23    | Centrocampista | Miguel Almirón      |     |
| 20    | Centrocampista | Matías Rojas        | 45' |
| 7     | Delantero      | Óscar Cardozo       |     |
| D. T. | D. T.          | Eduardo Berizzo     |     |

| 10 | Centrocampista | James Rodríguez | 58' |
| 7  | Delantero      | Duván Zapata    | 66' |
| 5  | Centrocampista | Wilmar Barrios  | 85' |

| 19 | Delantero      | Cecilio Domínguez | 45' |
| 11 | Delantero      | Juan Iturbe       | 63' |
| 21 | Centrocampista | Óscar Romero      | 82' |

| 31' | Gustavo Cuéllar | 1:0 |

| 29' · 42' | Cristian Borja John Lucumí |

| 49' | Santiago Arzamendia |

| Principal  | Víctor Hugo Carrillo                                                            |
| Asistentes | Jonny Bossio                                                                    |
|            | Víctor Ráez Observador VAR Alicio Pena Júnior Asesor de árbitros Henry Gambetta |
| Cuarto     | Alexis Herrera                                                                  |

| VAR            | Anderson Daronco |
| Asistentes VAR | Diego Haro       |
|                | Byron Romero     |

|                    |     |     |
| Tiros              | 12  | 10  |
| Tiros a puerta     | 5   | 2   |
| Faltas             | 14  | 20  |
| Saques de esquina  | 3   | 2   |
| Penaltis           | 0   | 0   |
| Fueras de juego    | 2   | 2   |
| Posesión del balón | 47% | 53% |

|  |

| 22    | Guardameta     | Álvaro Montero    |     |
| 4     | Defensa        | Santiago Arias    |     |
| 2     | Defensa        | Cristian Zapata   |     |
| 17    | Defensa        | Cristian Borja    |     |
| 21    | Defensa        | John Janer Lucumí |     |
| 16    | Centrocampista | Jefferson Lerma   |     |
| 18    | Centrocampista | Gustavo Cuellar   |     |
| 11    | Centrocampista | Juan Cuadrado     | 58' |
| 8     | Centrocampista | Edwin Cardona     | 85' |
| 14    | Centrocampista | Luis Díaz         |     |
| 9     | Delantero      | Radamel Falcao    | 66' |
| D. T. | D. T.          | Carlos Queiroz    |     |

| 12    | Guardameta     | Junior Fernández    |     |
| 2     | Defensa        | Iván Piris          |     |
| 15    | Defensa        | Gustavo Gómez       |     |
| 13    | Defensa        | Junior Alonso       |     |
| 18    | Defensa        | Santiago Arzamendia |     |
| 8     | Centrocampista | Rodrigo Rojas       | 63' |
| 6     | Centrocampista | Richard Sánchez     |     |
| 10    | Centrocampista | Derlis González     | 82' |
| 23    | Centrocampista | Miguel Almirón      |     |
| 20    | Centrocampista | Matías Rojas        | 45' |
| 7     | Delantero      | Óscar Cardozo       |     |
| D. T. | D. T.          | Eduardo Berizzo     |     |

| 10 | Centrocampista | James Rodríguez | 58' |
| 7  | Delantero      | Duván Zapata    | 66' |
| 5  | Centrocampista | Wilmar Barrios  | 85' |

| 19 | Delantero      | Cecilio Domínguez | 45' |
| 11 | Delantero      | Juan Iturbe       | 63' |
| 21 | Centrocampista | Óscar Romero      | 82' |

| 31' | Gustavo Cuéllar | 1:0 |

| 29' · 42' | Cristian Borja John Lucumí |

| 49' | Santiago Arzamendia |

| Principal  | Víctor Hugo Carrillo                                                            |
| Asistentes | Jonny Bossio                                                                    |
|            | Víctor Ráez Observador VAR Alicio Pena Júnior Asesor de árbitros Henry Gambetta |
| Cuarto     | Alexis Herrera                                                                  |

| VAR            | Anderson Daronco |
| Asistentes VAR | Diego Haro       |
|                | Byron Romero     |

|                    |     |     |
| Tiros              | 12  | 10  |
| Tiros a puerta     | 5   | 2   |
| Faltas             | 14  | 20  |
| Saques de esquina  | 3   | 2   |
| Penaltis           | 0   | 0   |
| Fueras de juego    | 2   | 2   |
| Posesión del balón | 47% | 53% |

|  |

| 22    | Guardameta     | Álvaro Montero    |     |
| 4     | Defensa        | Santiago Arias    |     |
| 2     | Defensa        | Cristian Zapata   |     |
| 17    | Defensa        | Cristian Borja    |     |
| 21    | Defensa        | John Janer Lucumí |     |
| 16    | Centrocampista | Jefferson Lerma   |     |
| 18    | Centrocampista | Gustavo Cuellar   |     |
| 11    | Centrocampista | Juan Cuadrado     | 58' |
| 8     | Centrocampista | Edwin Cardona     | 85' |
| 14    | Centrocampista | Luis Díaz         |     |
| 9     | Delantero      | Radamel Falcao    | 66' |
| D. T. | D. T.          | Carlos Queiroz    |     |

| 12    | Guardameta     | Junior Fernández    |     |
| 2     | Defensa        | Iván Piris          |     |
| 15    | Defensa        | Gustavo Gómez       |     |
| 13    | Defensa        | Junior Alonso       |     |
| 18    | Defensa        | Santiago Arzamendia |     |
| 8     | Centrocampista | Rodrigo Rojas       | 63' |
| 6     | Centrocampista | Richard Sánchez     |     |
| 10    | Centrocampista | Derlis González     | 82' |
| 23    | Centrocampista | Miguel Almirón      |     |
| 20    | Centrocampista | Matías Rojas        | 45' |
| 7     | Delantero      | Óscar Cardozo       |     |
| D. T. | D. T.          | Eduardo Berizzo     |     |

| 10 | Centrocampista | James Rodríguez | 58' |
| 7  | Delantero      | Duván Zapata    | 66' |
| 5  | Centrocampista | Wilmar Barrios  | 85' |

| 19 | Delantero      | Cecilio Domínguez | 45' |
| 11 | Delantero      | Juan Iturbe       | 63' |
| 21 | Centrocampista | Óscar Romero      | 82' |

| 31' | Gustavo Cuéllar | 1:0 |

| 29' · 42' | Cristian Borja John Lucumí |

| 49' | Santiago Arzamendia |

| Principal  | Víctor Hugo Carrillo                                                            |
| Asistentes | Jonny Bossio                                                                    |
|            | Víctor Ráez Observador VAR Alicio Pena Júnior Asesor de árbitros Henry Gambetta |
| Cuarto     | Alexis Herrera                                                                  |

| VAR            | Anderson Daronco |
| Asistentes VAR | Diego Haro       |
|                | Byron Romero     |

|                    |     |     |
| Tiros              | 12  | 10  |
| Tiros a puerta     | 5   | 2   |
| Faltas             | 14  | 20  |
| Saques de esquina  | 3   | 2   |
| Penaltis           | 0   | 0   |
| Fueras de juego    | 2   | 2   |
| Posesión del balón | 47% | 53% |

|  |

| 22    | Guardameta     | Álvaro Montero    |     |
| 4     | Defensa        | Santiago Arias    |     |
| 2     | Defensa        | Cristian Zapata   |     |
| 17    | Defensa        | Cristian Borja    |     |
| 21    | Defensa        | John Janer Lucumí |     |
| 16    | Centrocampista | Jefferson Lerma   |     |
| 18    | Centrocampista | Gustavo Cuellar   |     |
| 11    | Centrocampista | Juan Cuadrado     | 58' |
| 8     | Centrocampista | Edwin Cardona     | 85' |
| 14    | Centrocampista | Luis Díaz         |     |
| 9     | Delantero      | Radamel Falcao    | 66' |
| D. T. | D. T.          | Carlos Queiroz    |     |

| 12    | Guardameta     | Junior Fernández    |     |
| 2     | Defensa        | Iván Piris          |     |
| 15    | Defensa        | Gustavo Gómez       |     |
| 13    | Defensa        | Junior Alonso       |     |
| 18    | Defensa        | Santiago Arzamendia |     |
| 8     | Centrocampista | Rodrigo Rojas       | 63' |
| 6     | Centrocampista | Richard Sánchez     |     |
| 10    | Centrocampista | Derlis González     | 82' |
| 23    | Centrocampista | Miguel Almirón      |     |
| 20    | Centrocampista | Matías Rojas        | 45' |
| 7     | Delantero      | Óscar Cardozo       |     |
| D. T. | D. T.          | Eduardo Berizzo     |     |

| 10 | Centrocampista | James Rodríguez | 58' |
| 7  | Delantero      | Duván Zapata    | 66' |
| 5  | Centrocampista | Wilmar Barrios  | 85' |

| 19 | Delantero      | Cecilio Domínguez | 45' |
| 11 | Delantero      | Juan Iturbe       | 63' |
| 21 | Centrocampista | Óscar Romero      | 82' |

| 31' | Gustavo Cuéllar | 1:0 |

| 29' · 42' | Cristian Borja John Lucumí |

| 49' | Santiago Arzamendia |

| Principal  | Víctor Hugo Carrillo                                                            |
| Asistentes | Jonny Bossio                                                                    |
|            | Víctor Ráez Observador VAR Alicio Pena Júnior Asesor de árbitros Henry Gambetta |
| Cuarto     | Alexis Herrera                                                                  |

| VAR            | Anderson Daronco |
| Asistentes VAR | Diego Haro       |
|                | Byron Romero     |

|                    |     |     |
| Tiros              | 12  | 10  |
| Tiros a puerta     | 5   | 2   |
| Faltas             | 14  | 20  |
| Saques de esquina  | 3   | 2   |
| Penaltis           | 0   | 0   |
| Fueras de juego    | 2   | 2   |
| Posesión del balón | 47% | 53% |

|  |

### Cuartos de final

#### Colombia vs. Chile
| 28 de junio de 2019, 20:20 | Colombia                                             | 0:0 (4:5 p.)               | Chile                                                | Arena Corinthians, São Paulo |                           |
|                            |                                                      | Reporte                    |                                                      | Árbitro(s): Nestor Pitana    | Árbitro(s): Nestor Pitana |
|                            |                                                      | Tiros desde el punto penal |                                                      |                              |                           |
|                            | - J. Rodríquez - Cardona - Cuadrado - Mina - Tesillo |                            | - Vidal - Vargas - E. Pulgar - Aránguiz - A. Sánchez |                              |                           |

| 1     | Guardameta     | David Ospina            |     |
| 3     | Defensa        | Stefan Medina           |     |
| 13    | Defensa        | Yerry Mina              |     |
| 23    | Defensa        | Davinson Sánchez        |     |
| 6     | Defensa        | William Tesillo         |     |
| 11    | Centrocampista | Juan Guillermo Cuadrado |     |
| 5     | Centrocampista | Wilmar Barrios          |     |
| 15    | Centrocampista | Mateus Uribe            | 67' |
| 10    | Delantero      | James Rodríguez         |     |
| 9     | Delantero      | Radamel Falcao          | 77' |
| 20    | Delantero      | Roger Martínez          | 81' |
| D. T. | D. T.          | Carlos Queiroz          |     |

| 1     | Guardameta     | Gabriel Arias         |     |
| 4     | Defensa        | Mauricio Isla         |     |
| 17    | Defensa        | Gary Medel            |     |
| 3     | Defensa        | Guillermo Maripán     |     |
| 15    | Defensa        | Jean Beausejour       |     |
| 8     | Centrocampista | Arturo Vidal          |     |
| 13    | Centrocampista | Erick Pulgar          |     |
| 20    | Centrocampista | Charles Aránguiz      |     |
| 6     | Delantero      | José Pedro Fuenzalida | 75' |
| 11    | Delantero      | Eduardo Vargas        |     |
| 7     | Delantero      | Alexis Sánchez        |     |
| D. T. | D. T.          | Reinaldo Rueda        |     |

| 8  | Centrocampista | Edwin Cardona      | 67' |
| 7  | Delantero      | Duván Zapata       | 77' |
| 14 | Centrocampista | Luis Fernando Díaz | 81' |

| 14 | Centrocampista | Esteban Pavez | 75' |

| - | - | - |

| - | - | - |

| Acierto de penal · Acierto de penal · Acierto de penal · Acierto de penal · Fallo de penal | James Rodríguez Edwin Cardona Juan Guillermo Cuadrado Yerry Mina William Tesillo | 1:0 2:1 3:2 4:3 4:4 |

| Acierto de penal · Acierto de penal · Acierto de penal · Acierto de penal · Acierto de penal | Arturo Vidal Eduardo Vargas Erick Pulgar Charles Aránguiz Alexis Sánchez | 1:1 2:2 3:3 4:4 4:5 |

| 44' · 70' · 88' | Stefan Medina Juan Guillermo Cuadrado James Rodríguez |

| 8' · 59' | Charles Aránguiz Arturo Vidal |

| Principal  | Nestor Pitana                                                                 |
| Asistentes | Hernan Maidana                                                                |
|            | Juan Belatti Observador VAR Alicio Pena Jr Asesor de árbitros Enrique Caceres |
| Cuarto     | Anderson Daronco                                                              |

| VAR            | Fernando Rapallini  |
| Asistentes VAR | Gery Vargas         |
|                | Ezequiel Brailovsky |

|                    |     |     |
| Tiros              | 6   | 10  |
| Tiros a puerta     | 1   | 2   |
| Faltas             | 19  | 21  |
| Saques de esquina  | 2   | 6   |
| Penaltis           | 0   | 0   |
| Fueras de juego    | 2   | 3   |
| Posesión del balón | 41% | 59% |

|  |

| 1     | Guardameta     | David Ospina            |     |
| 3     | Defensa        | Stefan Medina           |     |
| 13    | Defensa        | Yerry Mina              |     |
| 23    | Defensa        | Davinson Sánchez        |     |
| 6     | Defensa        | William Tesillo         |     |
| 11    | Centrocampista | Juan Guillermo Cuadrado |     |
| 5     | Centrocampista | Wilmar Barrios          |     |
| 15    | Centrocampista | Mateus Uribe            | 67' |
| 10    | Delantero      | James Rodríguez         |     |
| 9     | Delantero      | Radamel Falcao          | 77' |
| 20    | Delantero      | Roger Martínez          | 81' |
| D. T. | D. T.          | Carlos Queiroz          |     |

| 1     | Guardameta     | Gabriel Arias         |     |
| 4     | Defensa        | Mauricio Isla         |     |
| 17    | Defensa        | Gary Medel            |     |
| 3     | Defensa        | Guillermo Maripán     |     |
| 15    | Defensa        | Jean Beausejour       |     |
| 8     | Centrocampista | Arturo Vidal          |     |
| 13    | Centrocampista | Erick Pulgar          |     |
| 20    | Centrocampista | Charles Aránguiz      |     |
| 6     | Delantero      | José Pedro Fuenzalida | 75' |
| 11    | Delantero      | Eduardo Vargas        |     |
| 7     | Delantero      | Alexis Sánchez        |     |
| D. T. | D. T.          | Reinaldo Rueda        |     |

| 8  | Centrocampista | Edwin Cardona      | 67' |
| 7  | Delantero      | Duván Zapata       | 77' |
| 14 | Centrocampista | Luis Fernando Díaz | 81' |

| 14 | Centrocampista | Esteban Pavez | 75' |

| - | - | - |

| - | - | - |

| Acierto de penal · Acierto de penal · Acierto de penal · Acierto de penal · Fallo de penal | James Rodríguez Edwin Cardona Juan Guillermo Cuadrado Yerry Mina William Tesillo | 1:0 2:1 3:2 4:3 4:4 |

| Acierto de penal · Acierto de penal · Acierto de penal · Acierto de penal · Acierto de penal | Arturo Vidal Eduardo Vargas Erick Pulgar Charles Aránguiz Alexis Sánchez | 1:1 2:2 3:3 4:4 4:5 |

| 44' · 70' · 88' | Stefan Medina Juan Guillermo Cuadrado James Rodríguez |

| 8' · 59' | Charles Aránguiz Arturo Vidal |

| Principal  | Nestor Pitana                                                                 |
| Asistentes | Hernan Maidana                                                                |
|            | Juan Belatti Observador VAR Alicio Pena Jr Asesor de árbitros Enrique Caceres |
| Cuarto     | Anderson Daronco                                                              |

| VAR            | Fernando Rapallini  |
| Asistentes VAR | Gery Vargas         |
|                | Ezequiel Brailovsky |

|                    |     |     |
| Tiros              | 6   | 10  |
| Tiros a puerta     | 1   | 2   |
| Faltas             | 19  | 21  |
| Saques de esquina  | 2   | 6   |
| Penaltis           | 0   | 0   |
| Fueras de juego    | 2   | 3   |
| Posesión del balón | 41% | 59% |

|  |

| 1     | Guardameta     | David Ospina            |     |
| 3     | Defensa        | Stefan Medina           |     |
| 13    | Defensa        | Yerry Mina              |     |
| 23    | Defensa        | Davinson Sánchez        |     |
| 6     | Defensa        | William Tesillo         |     |
| 11    | Centrocampista | Juan Guillermo Cuadrado |     |
| 5     | Centrocampista | Wilmar Barrios          |     |
| 15    | Centrocampista | Mateus Uribe            | 67' |
| 10    | Delantero      | James Rodríguez         |     |
| 9     | Delantero      | Radamel Falcao          | 77' |
| 20    | Delantero      | Roger Martínez          | 81' |
| D. T. | D. T.          | Carlos Queiroz          |     |

| 1     | Guardameta     | Gabriel Arias         |     |
| 4     | Defensa        | Mauricio Isla         |     |
| 17    | Defensa        | Gary Medel            |     |
| 3     | Defensa        | Guillermo Maripán     |     |
| 15    | Defensa        | Jean Beausejour       |     |
| 8     | Centrocampista | Arturo Vidal          |     |
| 13    | Centrocampista | Erick Pulgar          |     |
| 20    | Centrocampista | Charles Aránguiz      |     |
| 6     | Delantero      | José Pedro Fuenzalida | 75' |
| 11    | Delantero      | Eduardo Vargas        |     |
| 7     | Delantero      | Alexis Sánchez        |     |
| D. T. | D. T.          | Reinaldo Rueda        |     |

| 8  | Centrocampista | Edwin Cardona      | 67' |
| 7  | Delantero      | Duván Zapata       | 77' |
| 14 | Centrocampista | Luis Fernando Díaz | 81' |

| 14 | Centrocampista | Esteban Pavez | 75' |

| - | - | - |

| - | - | - |

| Acierto de penal · Acierto de penal · Acierto de penal · Acierto de penal · Fallo de penal | James Rodríguez Edwin Cardona Juan Guillermo Cuadrado Yerry Mina William Tesillo | 1:0 2:1 3:2 4:3 4:4 |

| Acierto de penal · Acierto de penal · Acierto de penal · Acierto de penal · Acierto de penal | Arturo Vidal Eduardo Vargas Erick Pulgar Charles Aránguiz Alexis Sánchez | 1:1 2:2 3:3 4:4 4:5 |

| 44' · 70' · 88' | Stefan Medina Juan Guillermo Cuadrado James Rodríguez |

| 8' · 59' | Charles Aránguiz Arturo Vidal |

| Principal  | Nestor Pitana                                                                 |
| Asistentes | Hernan Maidana                                                                |
|            | Juan Belatti Observador VAR Alicio Pena Jr Asesor de árbitros Enrique Caceres |
| Cuarto     | Anderson Daronco                                                              |

| VAR            | Fernando Rapallini  |
| Asistentes VAR | Gery Vargas         |
|                | Ezequiel Brailovsky |

|                    |     |     |
| Tiros              | 6   | 10  |
| Tiros a puerta     | 1   | 2   |
| Faltas             | 19  | 21  |
| Saques de esquina  | 2   | 6   |
| Penaltis           | 0   | 0   |
| Fueras de juego    | 2   | 3   |
| Posesión del balón | 41% | 59% |

|  |

| 1     | Guardameta     | David Ospina            |     |
| 3     | Defensa        | Stefan Medina           |     |
| 13    | Defensa        | Yerry Mina              |     |
| 23    | Defensa        | Davinson Sánchez        |     |
| 6     | Defensa        | William Tesillo         |     |
| 11    | Centrocampista | Juan Guillermo Cuadrado |     |
| 5     | Centrocampista | Wilmar Barrios          |     |
| 15    | Centrocampista | Mateus Uribe            | 67' |
| 10    | Delantero      | James Rodríguez         |     |
| 9     | Delantero      | Radamel Falcao          | 77' |
| 20    | Delantero      | Roger Martínez          | 81' |
| D. T. | D. T.          | Carlos Queiroz          |     |

| 1     | Guardameta     | Gabriel Arias         |     |
| 4     | Defensa        | Mauricio Isla         |     |
| 17    | Defensa        | Gary Medel            |     |
| 3     | Defensa        | Guillermo Maripán     |     |
| 15    | Defensa        | Jean Beausejour       |     |
| 8     | Centrocampista | Arturo Vidal          |     |
| 13    | Centrocampista | Erick Pulgar          |     |
| 20    | Centrocampista | Charles Aránguiz      |     |
| 6     | Delantero      | José Pedro Fuenzalida | 75' |
| 11    | Delantero      | Eduardo Vargas        |     |
| 7     | Delantero      | Alexis Sánchez        |     |
| D. T. | D. T.          | Reinaldo Rueda        |     |

| 8  | Centrocampista | Edwin Cardona      | 67' |
| 7  | Delantero      | Duván Zapata       | 77' |
| 14 | Centrocampista | Luis Fernando Díaz | 81' |

| 14 | Centrocampista | Esteban Pavez | 75' |

| - | - | - |

| - | - | - |

| Acierto de penal · Acierto de penal · Acierto de penal · Acierto de penal · Fallo de penal | James Rodríguez Edwin Cardona Juan Guillermo Cuadrado Yerry Mina William Tesillo | 1:0 2:1 3:2 4:3 4:4 |

| Acierto de penal · Acierto de penal · Acierto de penal · Acierto de penal · Acierto de penal | Arturo Vidal Eduardo Vargas Erick Pulgar Charles Aránguiz Alexis Sánchez | 1:1 2:2 3:3 4:4 4:5 |

| 44' · 70' · 88' | Stefan Medina Juan Guillermo Cuadrado James Rodríguez |

| 8' · 59' | Charles Aránguiz Arturo Vidal |

| Principal  | Nestor Pitana                                                                 |
| Asistentes | Hernan Maidana                                                                |
|            | Juan Belatti Observador VAR Alicio Pena Jr Asesor de árbitros Enrique Caceres |
| Cuarto     | Anderson Daronco                                                              |

| VAR            | Fernando Rapallini  |
| Asistentes VAR | Gery Vargas         |
|                | Ezequiel Brailovsky |

|                    |     |     |
| Tiros              | 6   | 10  |
| Tiros a puerta     | 1   | 2   |
| Faltas             | 19  | 21  |
| Saques de esquina  | 2   | 6   |
| Penaltis           | 0   | 0   |
| Fueras de juego    | 2   | 3   |
| Posesión del balón | 41% | 59% |

|  |

## Estadísticas

### Participación de jugadores
| N.° | Pos        | Jugador        | PJ | Minutos jugados | Goles recibidos | Atajos | Tarjetas amarillas | Doble tarjeta amarilla y roja | Tarjetas rojas |
| --- | ---------- | -------------- | -- | --------------- | --------------- | ------ | ------------------ | ----------------------------- | -------------- |
| 1   | Guardameta | David Ospina   | 3  | 270             | 0               | 10     | 0                  | 0                             | 0              |
| 12  | Guardameta | Camilo Vargas  | 0  | 0               | 0               | 0      | 0                  | 0                             | 0              |
| 22  | Guardameta | Álvaro Montero | 1  | 90              | 0               | 2      | 0                  | 0                             | 0              |

| N.° | Pos            | Jugador          | PJ | Minutos jugados | Goles | Asistencias | Tarjetas Amarillas | Doble tarjeta amarilla y roja | Tarjetas rojas |
| --- | -------------- | ---------------- | -- | --------------- | ----- | ----------- | ------------------ | ----------------------------- | -------------- |
| 2   | Defensa        | Cristián Zapata  | 1  | 90              | 0     | 0           | 0                  | 0                             | 0              |
| 3   | Defensa        | Stefan Medina    | 3  | 225             | 0     | 0           | 1                  | 0                             | 0              |
| 4   | Defensa        | Santiago Arias   | 2  | 135             | 0     | 1           | 0                  | 0                             | 0              |
| 5   | Centrocampista | Wilmar Barrios   | 4  | 275             | 0     | 0           | 0                  | 0                             | 0              |
| 6   | Defensa        | William Tesillo  | 3  | 270             | 0     | 0           | 0                  | 0                             | 0              |
| 7   | Delantero      | Duván Zapata     | 4  | 136             | 2     | 0           | 1                  | 0                             | 0              |
| 8   | Centrocampista | Edwin Cardona    | 2  | 108             | 0     | 0           | 0                  | 0                             | 0              |
| 9   | Delantero      | Radamel Falcao   | 4  | 250             | 0     | 0           | 1                  | 0                             | 0              |
| 10  | Centrocampista | James Rodríguez  | 4  | 312             | 0     | 2           | 1                  | 0                             | 0              |
| 11  | Centrocampista | Juan Cuadrado    | 4  | 276             | 0     | 0           | 2                  | 0                             | 0              |
| 13  | Defensa        | Yerry Mina       | 3  | 270             | 0     | 0           | 0                  | 0                             | 0              |
| 14  | Delantero      | Luis Díaz        | 3  | 114             | 0     | 0           | 0                  | 0                             | 0              |
| 15  | Centrocampista | Mateus Uribe     | 3  | 247             | 0     | 0           | 1                  | 0                             | 0              |
| 16  | Centrocampista | Jefferson Lerma  | 2  | 116             | 0     | 1           | 1                  | 0                             | 0              |
| 17  | Defensa        | Cristian Borja   | 1  | 90              | 0     | 0           | 1                  | 0                             | 0              |
| 18  | Centrocampista | Gustavo Cuéllar  | 1  | 90              | 1     | 0           | 0                  | 0                             | 0              |
| 19  | Centrocampista | Luis Muriel      | 1  | 14              | 0     | 0           | 0                  | 0                             | 0              |
| 20  | Delantero      | Roger Martínez   | 3  | 232             | 1     | 0           | 0                  | 0                             | 0              |
| 21  | Defensa        | Jhon Lucumí      | 1  | 90              | 0     | 0           | 1                  | 0                             | 0              |
| 23  | Defensa        | Davinson Sánchez | 3  | 270             | 0     | 0           | 0                  | 0                             | 0              |

### Goleadores
| N.°   | Jugador         | Anotado | PJ | Prom. | Jugada | Cabeza | TL | Penal |
| ----- | --------------- | ------- | -- | ----- | ------ | ------ | -- | ----- |
| 1     | Duván Zapata    | 2       | 4  | 0.5   | 1      | 1      | 0  | 0     |
| 2     | Roger Martínez  | 1       | 3  | 0.33  | 1      | 0      | 0  | 0     |
| 2     | Gustavo Cuéllar | 1       | 1  | 1     | 1      | 0      | 0  | 0     |
| Total | Total           | 4       | 8  | 0.5   | 3      | 1      | 0  | 0     |

### Asistencias
| N.°   | Jugador         | Asistencia | Jugada | Cabeza | TL | SdE |
| ----- | --------------- | ---------- | ------ | ------ | -- | --- |
| 1     | James Rodríguez | 2          | 2      | 0      | 0  | 0   |
| 2     | Jefferson Lerma | 1          | 1      | 0      | 0  | 0   |
| 2     | Santiago Arias  | 1          | 1      | 0      | 0  | 0   |
| Total | Total           | 4          | 4      | 0      | 0  | 0   |

### Sanciones disciplinarias
| N.°   | Jugador         | Amonestado | Otorgado · Expulsado | Expulsado | Sanción |
| ----- | --------------- | ---------- | -------------------- | --------- | ------- |
| 1     | Juan Cuadrado   | 2          | 0                    | 0         |         |
| 2     | Radamel Falcao  | 1          | 0                    | 0         |         |
| 2     | Duván Zapata    | 1          | 0                    | 0         |         |
| 2     | James Rodríguez | 1          | 0                    | 0         |         |
| 2     | Mateus Uribe    | 1          | 0                    | 0         |         |
| 2     | Stefan Medina   | 1          | 0                    | 0         |         |
| 2     | Jefferson Lerma | 1          | 0                    | 0         |         |
| 2     | Cristian Borja  | 1          | 0                    | 0         |         |
| 2     | Jhon Lucumí     | 1          | 0                    | 0         |         |
| Total | Total           | 10         | 0                    | 0         |         |

## Uniforme
Para la Copa América 2019 los uniformes de Colombia son confeccionados por la multinacional alemana Adidas. 
| Proveedor                | Proveedor |
| Ubicación                | Marca     |
| ------------------------ | --------- |
| Pecho, pantalón y medias | Adidas    |

#### Uniformes
| Uniforme                                                     | Jugadores de campo  | Jugadores de campo  | Entrenamiento | Entrenamiento |
| Uniforme                                                     | Titular             | Alternativo         | Primero       | Segundo       |
| ------------------------------------------------------------ | ------------------- | ------------------- | ------------- | ------------- |
| Imagen                                                       |                     |                     |               |               |
| Partidos utilizado                                           | 3                   | 1                   | -             | -             |
| Primer partido                                               | 19 de junio de 2019 | 15 de junio de 2019 | -             | -             |
| Último partido                                               | 28 de junio de 2019 | 15 de junio de 2019 | -             | -             |
| Actualizado al último partido jugado el: 28 de junio de 2019 |                     |                     |               |               |

#### Uniformes de arquero
| Uniforme                                                     | Arquero             |
| Uniforme                                                     | Primero             |
| ------------------------------------------------------------ | ------------------- |
| Imagen                                                       |                     |
| Partidos utilizado                                           | 4                   |
| Primer partido                                               | 15 de junio de 2019 |
| Último partido                                               | 28 de junio de 2019 |
| Actualizado al ultimo partido jugado el: 28 de junio de 2019 |                     |